# William Jackson Pope
William Jackson Pope(Londres, 31 de outubro de 1870 — Cambridge, 17 de outubro de 1939) foi um químico inglês.
Estudou cristalografia com Henry Alexander Miers. Seus estudos sobre cristalografia foram de influência considerável no desenvolvimento de seus trabalhos sobre química, facilitando a visualização de relações espaciais, levando-o inevitavelmente ao campo da estereoquímica, para o qual muito contribuiu.
Participou da 2ª Conferência de Solvay, em 1913.